# Forcipomyia flava
Forcipomyia flava är en tvåvingeart som först beskrevs av Samuel Wendell Williston  1896.  Forcipomyia flava ingår i släktet Forcipomyia och familjen svidknott. Inga underarter finns listade i Catalogue of Life.